# Прожектор (Самарская область)
Проже́ктор (чув. Прожектор) — поселок в Борском районе Самарской области в составе сельского поселения Петровка.

## География
Находится на левом берегу реки Кутулук на расстоянии примерно 22 километра по прямой на северо-восток от районного центра села Борского.

## История
Основан в начале XX века. 

## Население
Постоянное население составляло 12 человек (чуваши 33%, русские 67%) в 2002 году, 12 в 2010 году.